# Carpobrotus chilensis
La doca de Chile (Carpobrotus chilensis) es una especie de planta suculenta perteneciente a la familia de las aizoáceas. Es originaria de la costa chilena pero es familiar en la costa oeste de Norteamérica donde se considera una especie invasora. También se encuentra en Argentina, Australia, España y Nueva Zelanda. 

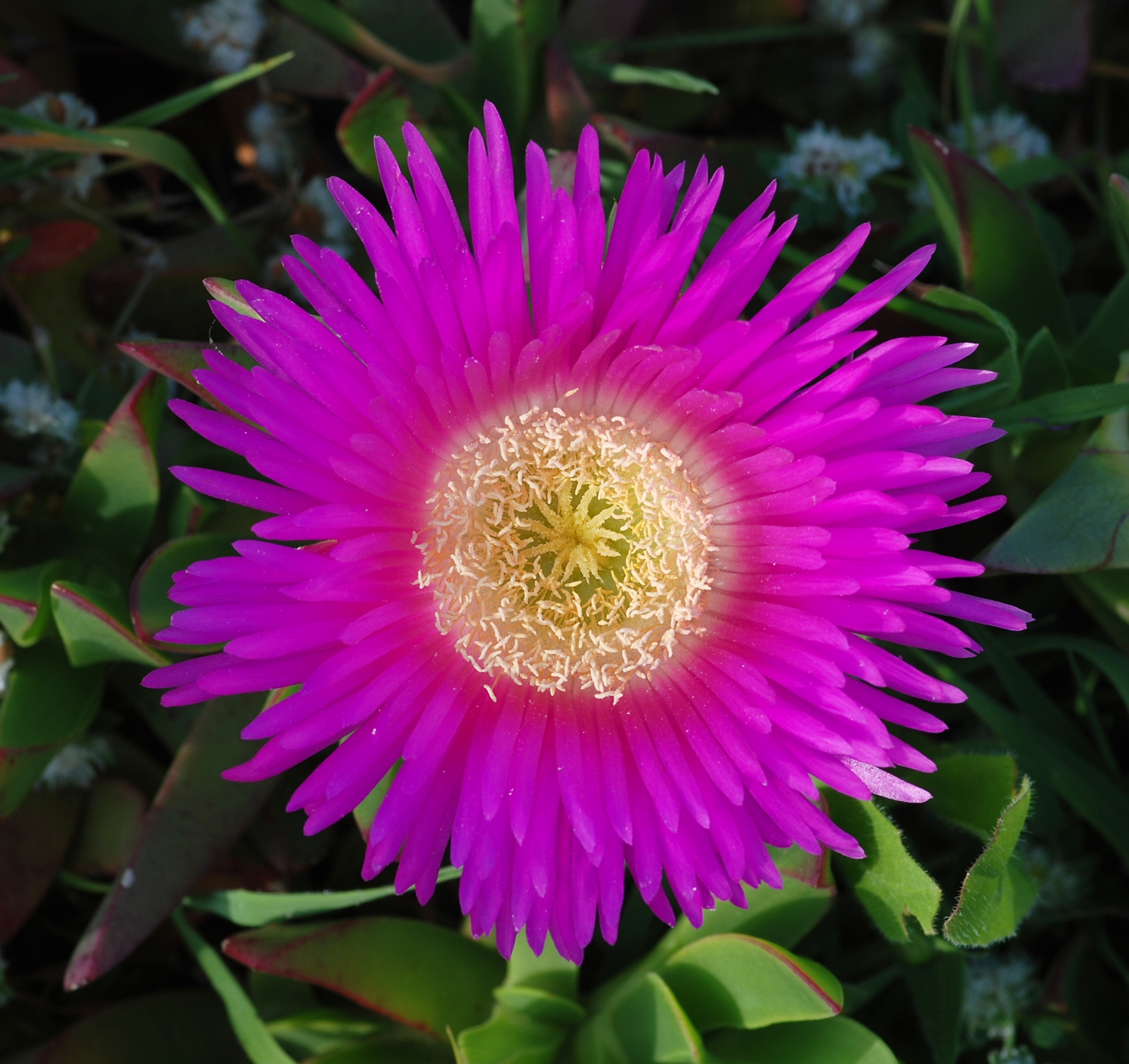
detalle de la flor

## Descripción
Tiene largos tallos y hojas carnosas, que son triangulares en sección transversal. Sus flores son de color magenta y son más pequeñas que los de Carpobrotus edulis. Esta especie es muy resistente y puede soportar suelos perturbados por los seres humanos, lo que es común en las playas muy transitadas donde crece. Esta característica le da una ventaja sobre muchas especies nativas de flora que hace que se convierta en una amenaza para los ecosistemas nativos de la costa que ha invadido.

## Taxonomía
Carpobrotus chilensis fue descrito por (Molina) N.E.Br. y publicado en Journal of Botany, British and Foreign 66: 324. 1928.
Etimología
Carpobrotus: nombre genérico que deriva del griego karpos (fruta) y brota (comestible) y se refiere a que son frutas comestibles.
chilensis: epíteto geográfico que alude a su localización en Chile.
Sinonimia
- Carpobrotus aequilateralis (Willd.) S.T.Blake
- Mesembryanthemum aequilaterale Willd.
- Mesembryanthemum aequilaterum Haw.
- Mesembryanthemum chilense Molina
- Mesembryanthemum edule var. aequilaterum (Haw.) Moss.[4]